# Mutunggeding
Mutunggeding is een bestuurslaag in het regentschap Oost-Soemba van de provincie Oost-Nusa Tenggara, Indonesië. Mutunggeding telt 2349 inwoners (volkstelling 2010).